# Nigrán (parroquia)
Nigrán (llamada oficialmente San Fiz de Nigrán) es una parroquia perteneciente al municipio pontevedrés homónimo, en Galicia (España).

## Localidades

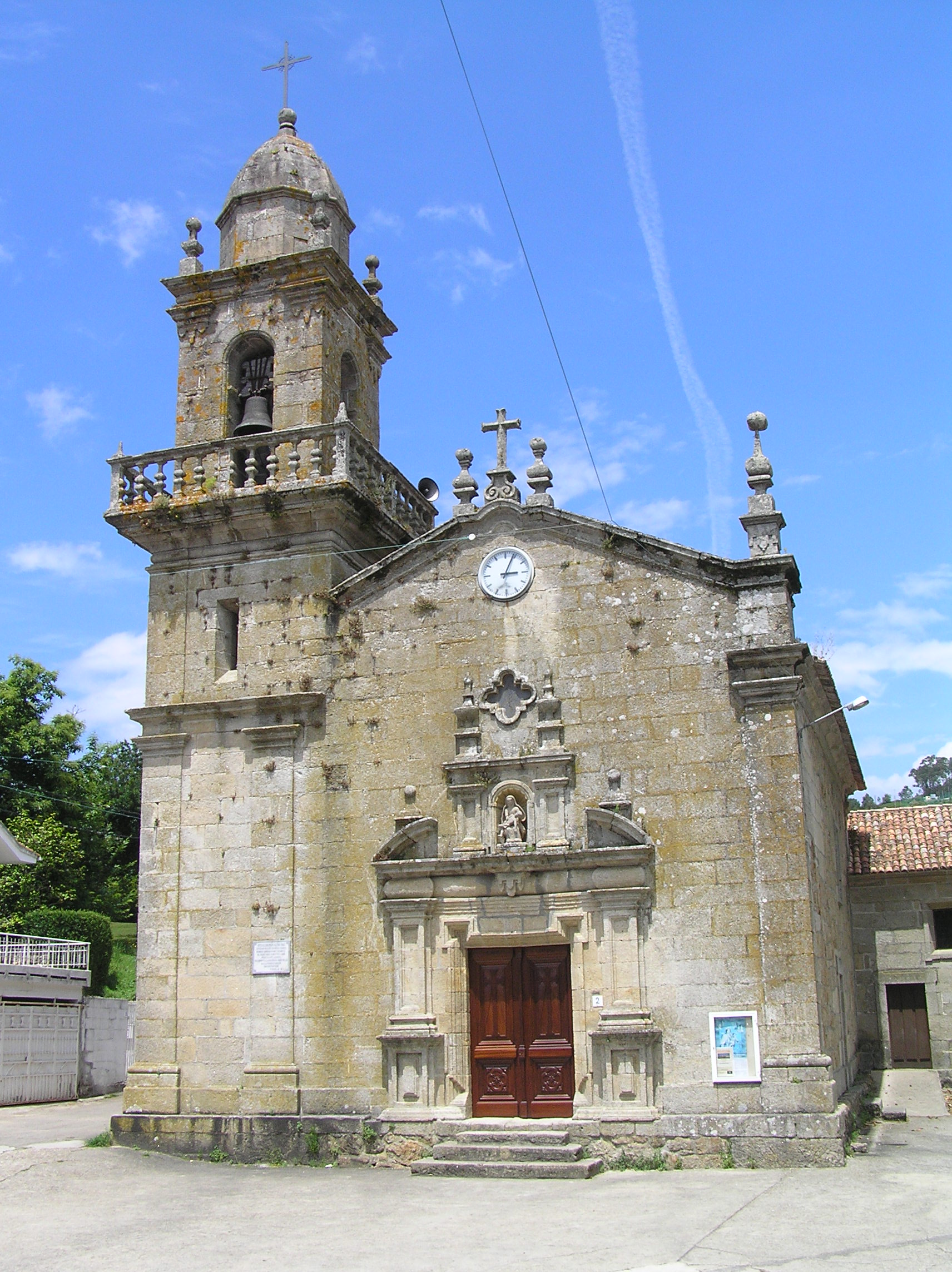
Capilla de Las Angustias.

La parroquia está compuesta por las siguientes localidades:
- Angustia (A Angustia)
- A Devesa
- A Pateira
- A Tarela
- Barxa (A Barxa)
- Ceán (O Ceán)
- Canido
- Grolos
- Igrexa (A Igrexa)
- Lagoíña (A Lagoíña)
- Lugar do Monte (O Lugar do Monte)
- Nogueira (A Nogueira)
- O Río do Cabalo
- Outeiro (O Outeiro)
- Paradellas
- Telleiras (As Telleiras)
- Vilameán

## Demografía
A 1 de enero de 2018 la población de la parroquia de Nigrán ascendía a 3.905 habitantes, 1.930 hombres y 1975 mujeres.

### Población por núcleos de población
| Núcleos de población | Habitantes (2018) | Varones | Mujeres |
| -------------------- | ----------------- | ------- | ------- |
| Angustia             | 644               | 311     | 333     |
| Barxa                | 75                | 34      | 41      |
| Canido               | 599               | 308     | 291     |
| Ceán                 | 77                | 40      | 37      |
| A Devesa             | 104               | 59      | 45      |
| Grolos               | 80                | 36      | 44      |
| Lagoíña              | 57                | 30      | 27      |
| Lugar do Monte       | 156               | 78      | 78      |
| Nogueira             | 100               | 47      | 53      |
| Outeiro              | 50                | 24      | 26      |
| A Tarela             | 324               | 162     | 162     |
| Telleiras            | 237               | 111     | 126     |
| Vilameán             | 1452              | 714     | 738     |

## Transportes
| Autobuses interurbanos operados por ATSA con parada en la parroquia de Nigrán | Autobuses interurbanos operados por ATSA con parada en la parroquia de Nigrán                             |
| ----------------------------------------------------------------------------- | --- |
| 1A                                                                            | Bayona - La Ramallosa - Nigrán - Vigo                                                                     |
| 1B                                                                            | Bayona - La Ramallosa - Panjón - Vigo                                                                     |
| 1C                                                                            | Bayona - Belesar - La Ramallosa - Nigrán - Vigo                                                           |
| 1D                                                                            | Bayona - La Ramallosa - Camos - Nigrán - Vigo                                                             |
| 1E                                                                            | La Guardia - Oya - Bayona - La Ramallosa - Nigrán - Vigo                                                  |
| 1F                                                                            | Baredo - Bayona - La Ramallosa - Nigrán - Vigo                                                            |
| 1G                                                                            | Vigo - Playa de Patos - Panjón - La Ramallosa - Bayona [solo pasa por Praia de Patos en dirección Bayona] |
| 2A                                                                            | Gondomar - La Ramallosa - Panjón - Vigo                                                                   |
| 2B                                                                            | Gondomar - La Ramallosa - Nigrán - Vigo                                                                   |
| 2C                                                                            | Gondomar - La Ramallosa - Panjón - Playa de Patos - Vigo [solo pasa por Playa de Patos en dirección Vigo] |
| N                                                                             | Bayona - La Ramallosa - Nigrán - Vigo [NoiteBus, solo horario nocturno]                                   |